# 维萨瓦达尔
维萨瓦达尔（Visavadar），是印度古吉拉特邦Junagadh县的一个城镇。总人口18048（2001年）。

## 人口
该地2001年总人口18048人，其中男性9272人，女性8776人；0—6岁人口2106人，其中男1174人，女932人；识字率71.08%，其中男性为76.95%，女性为64.87%。